# Cesare Ciardi
Cesare Ciardi (født 28. juni 1818, død 13. juni 1877) var en italiensk fløjtenist og komponist.

## Biografi
Ciardi blev født i Prato i en toscansk familie. I 1853 bosatte Ciardi sig i Rusland, hvor han blev ansat som professor Sankt Petersborg Konservatorium og blev Tjajkovskijs fløjtelærer. Ciardi selv spillede som førstefløjtenist i orkestrene tilhørende det kejserlige teater i Sankt Petersborg. Han døde ved Strel'na og blev efterfulgt i sin orkestrale rolle af Ernesto Köhler.
Ciardi havde mange talenter og var således også skulptør og karikatør.